# トヨタ自動車田原工場

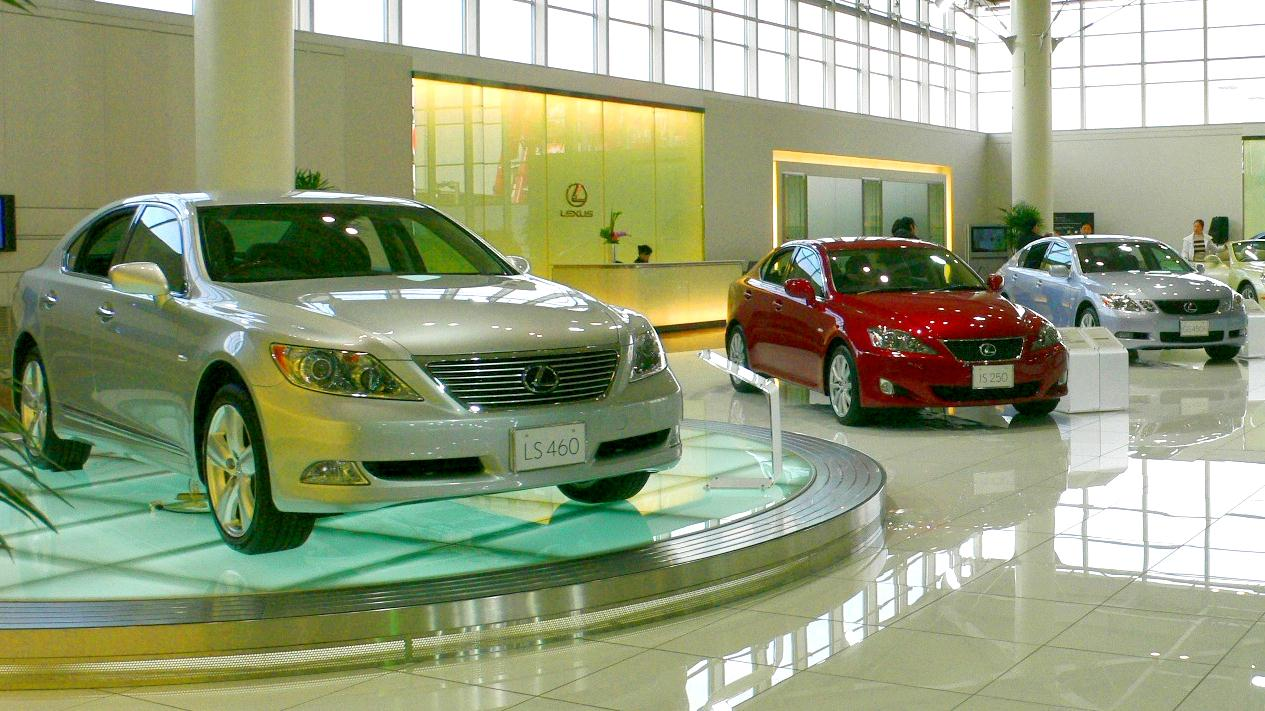
レクサスLS、GS、ISは田原製

トヨタ自動車田原工場 （トヨタじどうしゃたはらこうじょう）は愛知県田原市緑が浜3号1番にあるトヨタ自動車の工場である。

## 概要
1979年（昭和54年）1月にハイラックスの生産を開始。。2000年以前は初代ソアラ、初代スープラ、セリカ、セルシオなどの車種を生産していた。また、マークII、初代スープラなどに搭載された1JZエンジン、クラウン、アリスト、2代目スープラなどに搭載された2JZエンジン、セルシオに搭載された1UZエンジンなどを製造していた。現在はレクサスブランドの車種やランドクルーザーをはじめとする大型SUV、およびそれらの車種に搭載されるエンジンを生産している   。
ニューヨーク・タイムズのコラムニスト、トーマス・フリードマンは1990年代初頭に田原工場を訪れ、1999年に刊行された、彼の著書で最も売れたものの一つである『レクサスとオリーブの木』の中でグローバリゼーションの例として取り上げた。 本の中でフリードマンは、人間による品質管理や工場のロボットによる風防ガラスゴムシールの正確な導入について詳述している。

## 現在の主な生産車種[1]
- レクサス・LS
- レクサス・IS
- レクサス・GX
- レクサス・RC
- ランドクルーザー
- ランドクルーザープラド[4]
- 4ランナー
- レクサス・NX

## 過去の主な生産車種[1]
- ハイラックス
- スタウト
- カローラ
- ソアラ
- セリカXX、セリカリフトバック
- スープラ
- カムリ
- セルシオ

## エンジン生産[1]
- VZエンジン
- UZエンジン
- JZエンジン
- URエンジン
- GRエンジン